# Alfa Romeo 156
Alfa Romeo 156 – samochód osobowy klasy średniej produkowany przez włoską markę Alfa Romeo w latach 1997 – 2006.

## Historia i opis modelu

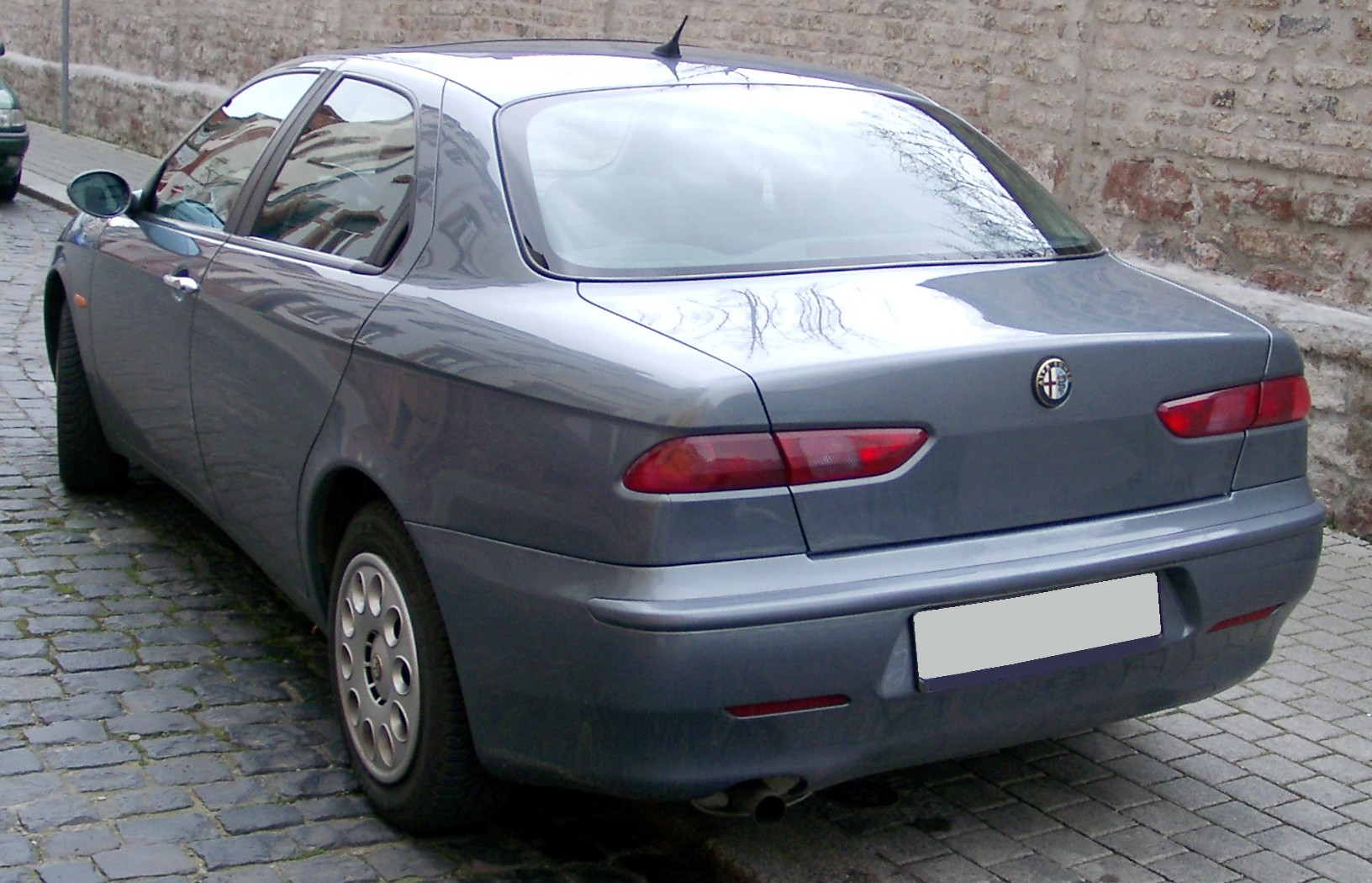
Alfa Romeo 156 - tył

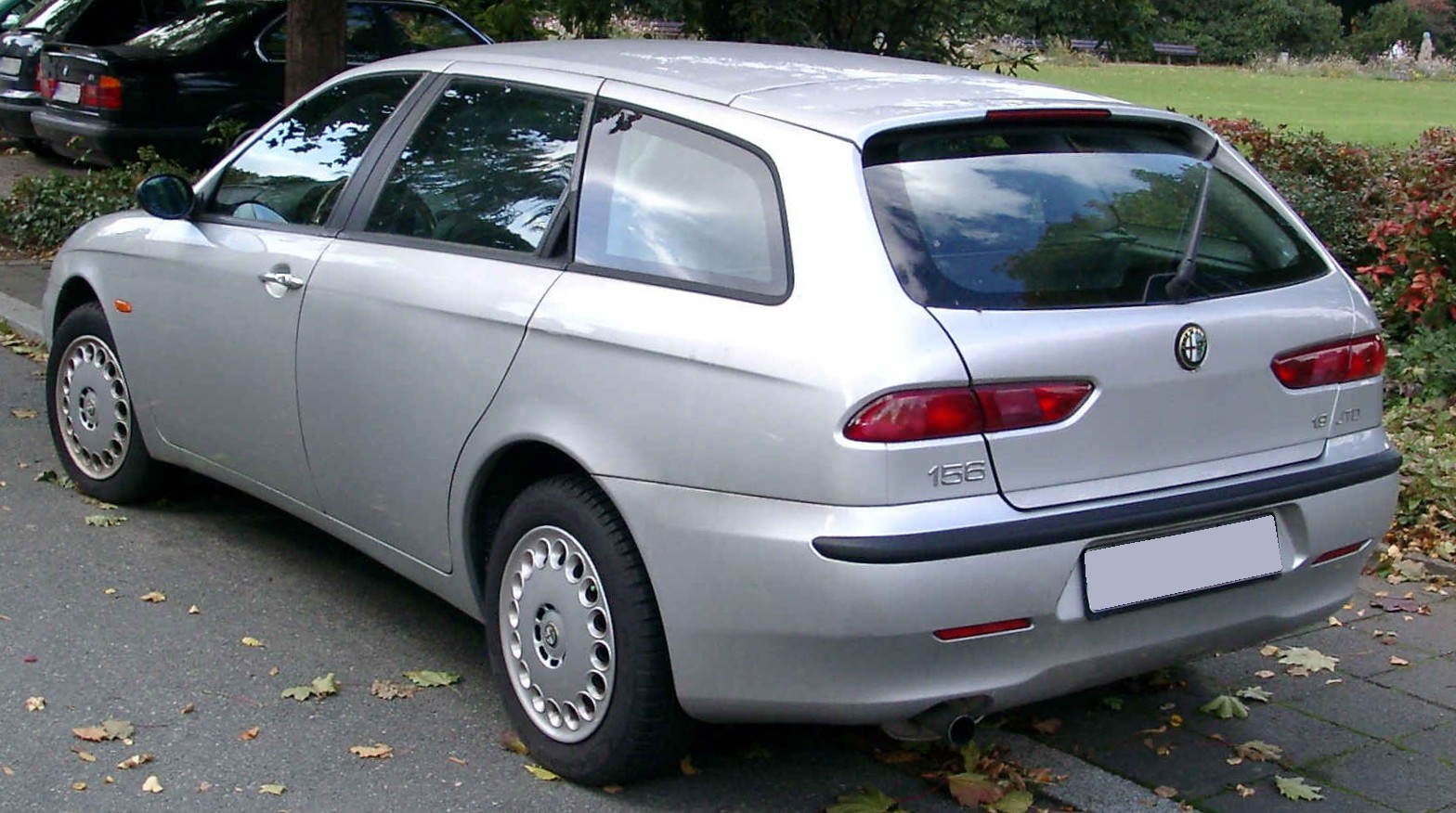
Alfa Romeo 156 Kombi

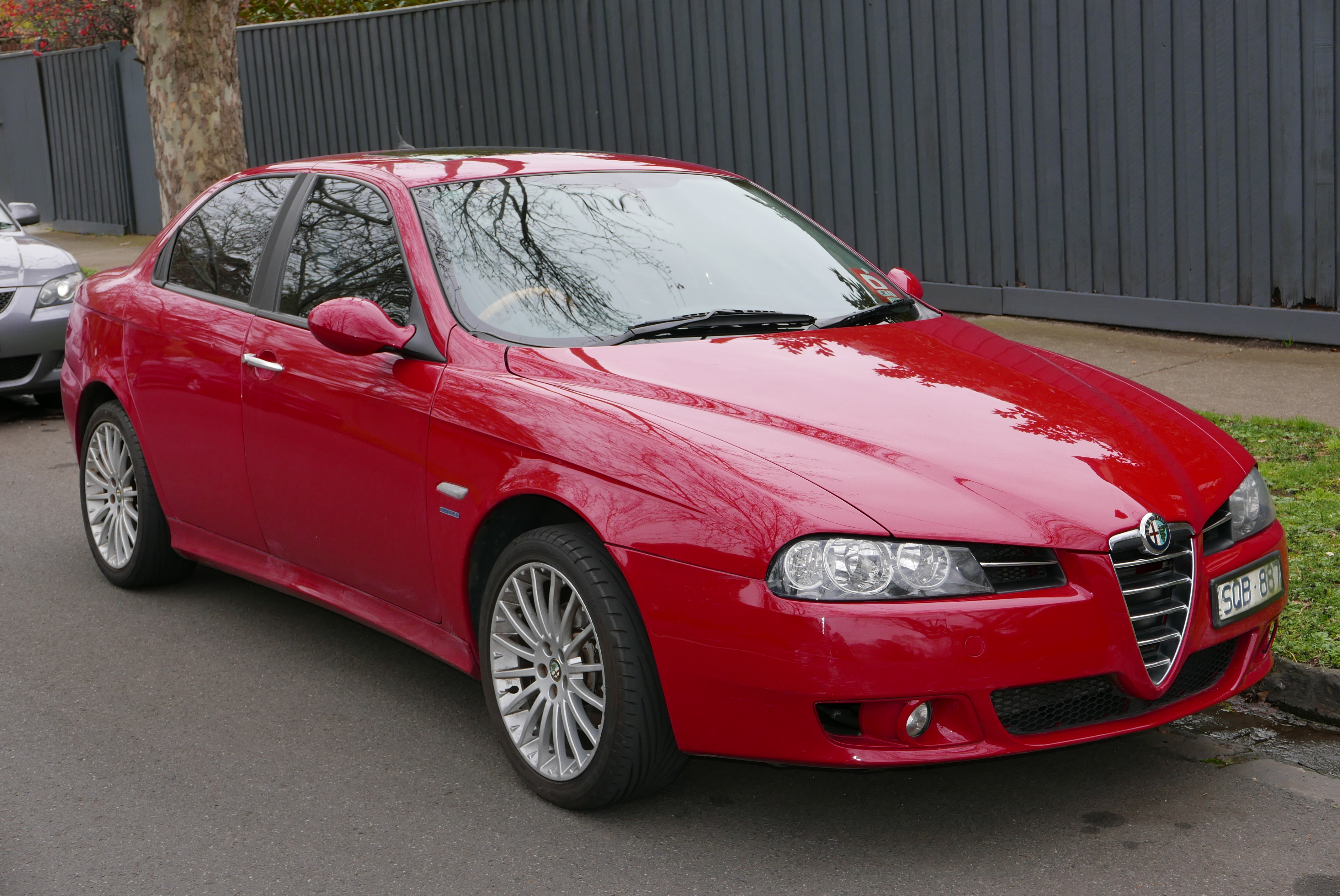
Alfa Romeo 156 po liftingu

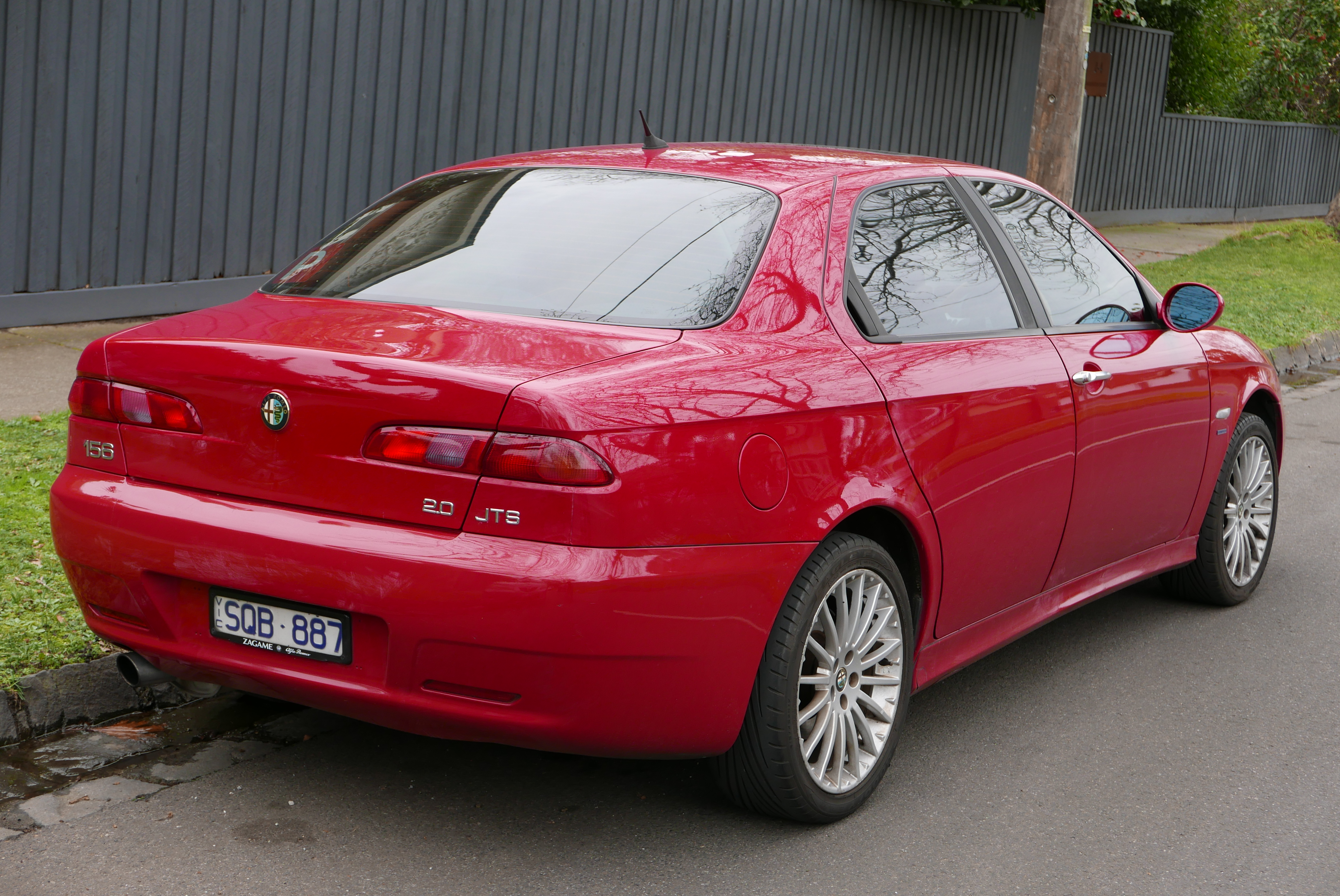
Alfa Romeo 156 - tył po liftingu

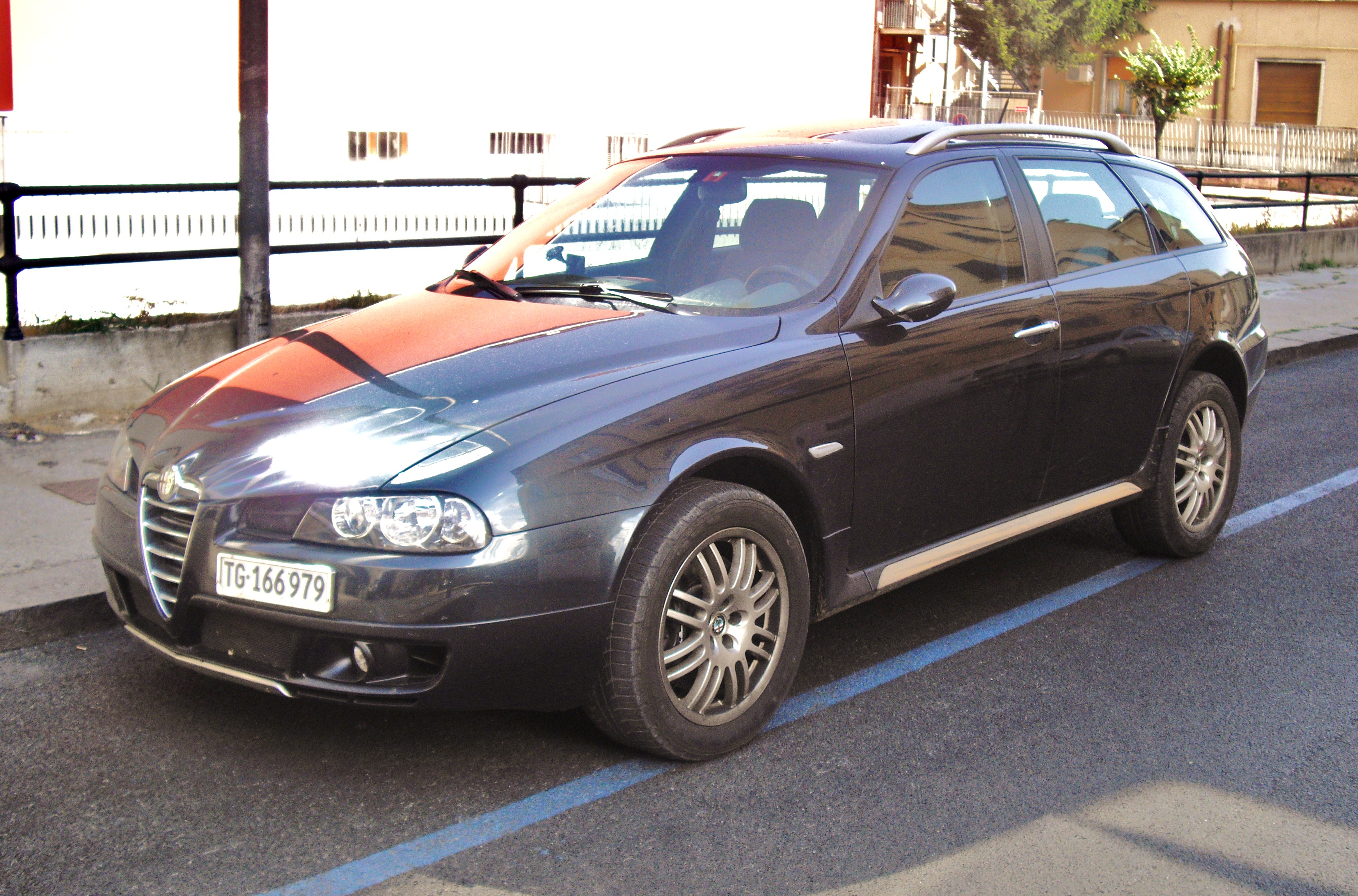
Alfa Romeo 156 Crosswagon Q4

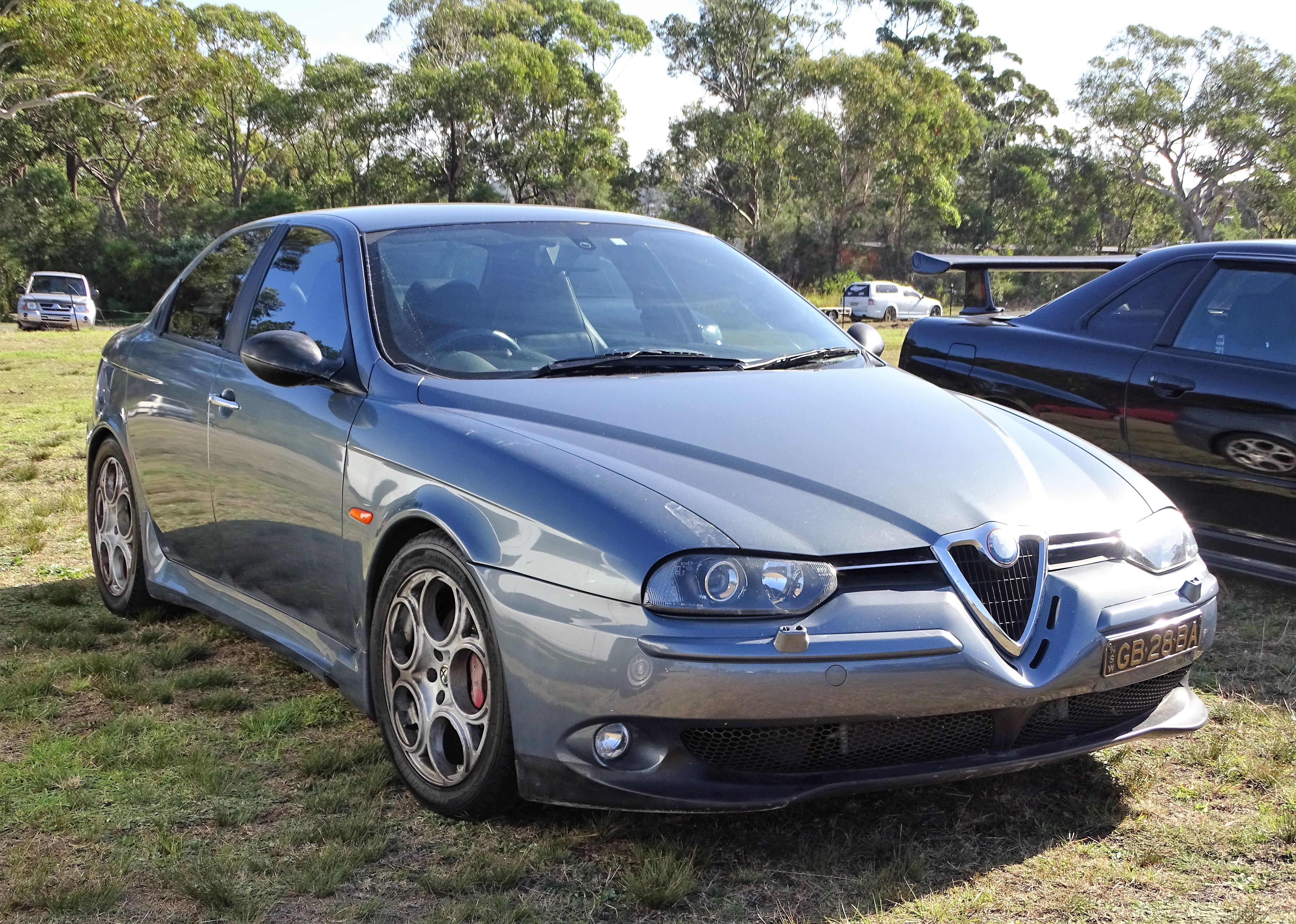
Alfa Romeo 156 GTA

Pojazd został po raz pierwszy zaprezentowany w październiku 1997 roku podczas targów motoryzacyjnych we Frankfurcie jako następca modelu 155. Samochód został zaprojektowany przez centrum projektowe Centro Stile Alfa Romeo kierowane przez Waltera de'Silvę. Prócz silników Twin Spark oferowano dwa widlaste sześciocylindrowce o pojemności 2.5 i 3.2 oraz dwa silniki Diesla, w których zastosowano układ wtrysku bezpośredniego common rail zwany Unijet.
W plebiscycie na Europejski Samochód Roku 1998 model zajął 1. pozycję.
W 1999 roku gama modeli została wzbogacona o wersję z silnikiem 2.0 Twin Spark oraz systemem zmiany biegów przy kierownicy Selespeed (skrzynia mechaniczna ze sterowaniem elektronicznym) oraz o wersję Q-System z silnikiem o pojemności 2.5 i czterostopniową, automatyczną skrzynią biegów japońskiej firmy Aisin (AW 50-40).
W 2000 roku wprowadzono na rynek odmianę kombi zwaną Sportwagon. 
W lutym 2002 roku na rynek wprowadzono usportowioną wersję GTA wyposażoną w widlastą szóstkę o pojemności 3.2 sprzężoną z sześciostopniową, manualną skrzynią biegów lub zautomatyzowaną skrzynią Selespeed. Z zewnątrz wyróżniała się ona obniżonym zawieszeniem, przyciemnionymi wkładami przednich reflektorów oraz dedykowanym bodykitem. We wnętrzu zastosowano fotele z lepszym trzymaniem bocznym.
W marcu 2002 roku zmodyfikowano wnętrze modelu 156. Zmieniono kierownicę, konsolę środkową (dodano elementy z chromu, elektroniczne wyświetlacze), nad konsolą pojawił się wyświetlacz komputera (podawane tam są takie informacje jak temperatura na zewnątrz, liczba przejechanych kilometrów, średnie spalanie, spalanie chwilowe, średnia prędkość). Do oferty dodano również nowy silnik benzynowy 2.0 JTS z wysokociśnieniowym wtryskiem bezpośrednim. 
W 2003 roku Giorgetto Giugiaro zaprojektował wersję po face liftingu w której zmieniono m.in. przód i tył. Po roku usunięto z oferty silnik V6 o pojemności 2.5. 
W 2004 roku wprowadzono wersje z napędem na obie osie, które nazwano Crosswagon Q4 i Sportwagon Q4. Wersję Crosswagon wyróżniają m.in. większym prześwitem podwozia, aluminiowe listwy ochronne na drzwiach oraz wstawki na zderzaku przednim i tylny. Auto wyposażone zostało w system Torsen C.
W październiku 2005 roku zaprzestano produkcji wersji GTA ze względu na słaby popyt i zbliżanie się premiery następcy. Łącznie wyprodukowano 2973 sedanów i 1678 sportwagonów. W Polsce sprzedano 37 egzemplarzy modelu 156 GTA. 
Produkcje większości odmian pojazdu zakończono w 2006 roku, model Crosswagon Q4 wytwarzano do 2007 roku.

### Crosswagon Q4
W 2003 roku przedstawiono uterenowioną odmianę Crosswagon Q4. Wyróżnia się ona napęd na cztery koła z systemem Torsen C i cechuje się większym prześwitem podwozia.
Wersję Crosswagon wyposażono w dodatkowe aluminiowe listwy ochronne na drzwiach, a także aluminiowe wstawki na zderzaku przednim i tylnym.

### Nagrody
- Car Of The Year 1998
- Best Compact Executive 1998 (What Car - Wielka Brytania)
- Best Compact Executive Car 1998 - (Autoexpress - Wielka Brytania)
- Die Besten Autos 1998, Paul Pietsch Preis - (Nagroda za system common rail, (Auto Motor und Sport - Niemcy)
- Auto 1 Europa 1998 - (Jury złożone z mechaników, kierowców i dziennikarzy pod wodzą Auto Bild)
- Auto Trophy 1998 - (Auto Zeitung- Niemcy)
- Trophee Du Design 1998 - (Automobile Magazine - Francja)

### Silniki
Benzynowe:
| Model        | Silnik | Pojemność | Moc                             | Moment obrotowy       | Przysp. 0–100km/h | Prędkość maksymalna [km/h] | Lata produkcji  | Spalanie (miasto/trasa/średnie) [l/100km] | Uwagi |
| ------------ | ------ | --------- | ------------------------------- | --------------------- | ----------------- | -------------------------- | --------------- | ----------------------------------------- | ----- |
| 1.6 TS       | R4     | 1598 cm3  | 88 kW (120 KM) @6300 obr./min.  | 144 Nm@4500 obr./min. | 10,5              | 200                        | 10.1997–12.2005 | 11,4/6,2/8,2                              | -     |
| 1.8 TS       | R4     | 1747 cm3  | 106 kW (144 KM) @6500 obr./min. | 169 Nm@3500 obr./min. | 9,3               | 210                        | 10.1997–10.2000 | 12,1/6,4/8,5                              | Euro2 |
| 1.8 TS       | R4     | 1747 cm3  | 103 kW (140 KM) @6500 obr./min. | 163 Nm@3900 obr./min. | 9,4               | 208                        | 10.2000–12.2005 | 12,1/6,4/8,5                              | Euro3 |
| 2.0 TS       | R4     | 1970 cm3  | 114 kW (155 KM) @6400 obr./min. | 187 Nm@3500 obr./min. | 8,6               | 216                        | 10.1997–10.2000 | 12,7/6,7/8,8                              | Euro2 |
| 2.0 TS       | R4     | 1970 cm3  | 110 kW (150 KM) @6300 obr./min. | 181 Nm@3800 obr./min. | 8,8               | 214                        | 10.2000–03.2002 | 12,7/6,7/8,8                              | Euro3 |
| 2.0 JTS      | R4     | 1970 cm3  | 121 kW (165 KM) @6400 obr./min. | 206 Nm@3250 obr./min. | 8,2               | 220                        | 03.2002–12.2005 | 12,2/6,6/8,6                              | Euro4 |
| 2.5 Q-System | V6     | 2492 cm3  | 140 kW (190 KM) @6300 obr./min. | 222 Nm@5000 obr./min. | 8,3               | 227                        | 10.1997–10.2000 | 17,5/8,6/11,9                             | Euro2 |
| 2.5 Q-System | V6     | 2492 cm3  | 141 kW (192 KM) @6300 obr./min. | 218 Nm@5000 obr./min. | 8,3               | 227                        | 10.2000–12.2005 | 17,5/8,6/11,9                             | Euro3 |
| 2.5 V6       | V6     | 2492 cm3  | 140 kW (190 KM) @6300 obr./min. | 222 Nm@5000 obr./min. | 7,3               | 230                        | 10.1997–10.2000 | 16,5/8,4/11,4                             | Euro2 |
| 2.5 V6       | V6     | 2492 cm3  | 141 kW (192 KM) @6300 obr./min. | 218 Nm@5000 obr./min. | 7,3               | 230                        | 10.2000–12.2005 | 16,5/8,4/11,4                             | Euro3 |
| 3.2 GTA      | V6     | 3179 cm3  | 184 kW (250 KM) @6200 obr./min. | 300 Nm@4800 obr./min. | 6,3               | 250                        | 03.2002–12.2005 | 18,1/8,6/12,1                             | Euro3 |

-Dane techniczne wersji 2.0 TS, 2.0 JTS i GTA ze skrzynią Selespeed są takie same jak w przypadku skrzyni manualnych.
Diesla:
| Model     | Silnik | Pojemność | Moc                             | Moment obrotowy       | Przysp. 0–100km/h | Prędkość maksymalna [km/h] | Lata produkcji  | Spalanie (miasto/trasa/średnie) [l/100km] |
| --------- | ------ | --------- | ------------------------------- | --------------------- | ----------------- | -------------------------- | --------------- | ----------------------------------------- |
| 1.9 JTD   | R4 8v  | 1910 cm3  | 77 kW (105 KM) @4000 obr./min.  | 255 Nm@2000 obr./min. | 10,5              | 188                        | 10.1997–10.2000 | 7,8/4,7/5,8                               |
| 1.9 JTD   | R4 8v  | 1910 cm3  | 81 kW (110 KM) @4000 obr./min.  | 275 Nm@1800 obr./min. | 10,3              | 191                        | 10.2000-10.2001 | 7,8/4,7/5,8                               |
| 1.9 JTD   | R4 8v  | 1910 cm3  | 85 kW (115 KM) @4000 obr./min.  | 275 Nm@2000 obr./min. | 10,3              | 199                        | 10.2001-12.2005 | 7,8/4,7/5,8                               |
| 1.9 M-Jet | R4 16v | 1910 cm3  | 103 kW (140 KM) @4000 obr./min. | 305 Nm@2000 obr./min. | 9,3               | 209                        | 01.2003-01.2005 | 8,0/4,7/5,9                               |
| 1.9 M-Jet | R4 16v | 1910 cm3  | 110 kW (150 KM) @4000 obr./min. | 305 Nm@2000 obr./min. | 9,1               | 212                        | 01.2005-05.2006 | 8,0/4,7/5,9                               |
| 2.4 JTD   | R5 10v | 2387 cm3  | 100 kW (136 KM) @4200 obr./min. | 310 Nm@2000 obr./min. | 9,5               | 203                        | 10.1997–10.2000 | 8,9/5,4/6,7                               |
| 2.4 JTD   | R5 10v | 2387 cm3  | 103 kW (140 KM) @4000 obr./min. | 304 Nm@1800 obr./min. | 9,4               | 205                        | 10.2000-10.2001 | 8,9/5,4/6,7                               |
| 2.4 JTD   | R5 10v | 2387 cm3  | 110 kW (150 KM) @4000 obr./min. | 305 Nm@1800 obr./min. | 9,4               | 212                        | 03.2002–12.2005 | 8,8/5,3/6,6                               |
| 2.4 M-Jet | R5 20v | 2387 cm3  | 129 kW (175 KM) @4000 obr./min. | 385 Nm@2000 obr./min. | 8,3               | 225                        | 10.2003–12.2005 | 8,8/5,3/6,6                               |